# Caius Sulpicius Gallus (Kr. e. 166)
Caius Sulpicius Gallus (Kr. e. 2. század) ókori római politikus és hadvezér, az előkelő patricius Sulpicia gens tagja volt. Apját Caiusnak, nagyapját szintén Caiusnak hívták, úgyhogy elképzelhető, hogy ez utóbbi azonos a Kr. e. 243-ban consuli hivatalt viselt Caius Sulpicius Gallusszal.
A Kr. e. 170-ben a római hadvezérek visszaélései és kapzsisága miatt a senatus előtt panaszt tenni hispaniai követek egyik patrónusukul választották. Kr. e. 169-ben praetor volt, és Rómában maradt, és a harmadik makedón háborúra készülő consulok sorozáskor mutatott könyörtelensége ellenében védelmébe vette a szegényebb rétegeket. Kr. e. 168-ban katonai tribunusi rangban szolgált barátja, Lucius Aemilius Paulus seregében, és a hadvezér engedélyével egy napon összehívta a katonákat, hogy bejelentse nekik a június 21-ére várható holdfogyatkozást, és elmagyarázza nekik, hogy abban nem szabad baljós előjelet látniuk. A babonás katonák, amikor az ígért napon bekövetkezett az esemény, a feljegyzések szerint valósággal imádták bölcsessége miatt.
Kr. e. 167 őszén, amikor Paulus Hellaszba indult betörésre, Gallusra hagyta táborának irányítását, ám bizonyára rövidesen visszatért Rómába, mert Kr. e. 166-ra megválasztották consulnak. Hivatali évében sikeres háborút vívott a ligurok ellen, akiket meghódolásra kényszerített, majd hazatérve érdemeiért triumphust tarthatott. Az utókor, köztük Marcus Tullius Cicero is rendkívül nagyra tartotta: széles körű asztronómiai ismeretei mellett feljegyezték róla, hogy görög nyelvismerete minden kortársáét felülmúlta, amellett kitűnő szónok volt.